# 会計大学院
会計大学院（かいけいだいがくいん）は、「会計分野を中心に展開する」大学院（専門職大学院）である。特に2003年（平成15年）5月30日に成立した改正公認会計士法にもとづく、2006年度（平成18年度）から始まる新しい公認会計士試験の一部科目の免除の要件を満たす専門職大学院を示す。「会計専門職大学院」、「アカウンティングスクール」とも呼ぶ。

## 概要
公認会計士試験の受験者は受験専門学校に依存しているという現状に対して、公認会計士養成の基本理念から、公認会計士として備えるべき資質・能力の養成に、公認会計士試験だけでなく、高等教育機関における体系的な会計教育を通じた取組みが必要不可欠であるとの認識から提起された大学院である。
会計のプロフェッショナルを養成する大学院ではあるが、社会人のリカレント教育のための機会を提供することも目的として期待されている。
会計大学院の修了者は一定の要件のもと、公認会計士・監査審査会が行う公認会計士試験の短答式試験の一部科目が免除される（公認会計士法第9条第2項第2号）。免除の要件は、財務会計に関する科目を10単位以上、管理会計に関する科目及び監査に関する科目をそれぞれ6単位以上計28単位以上履修し、会計大学院の専門職学位を授与されることである（公認会計士試験規則第6条）。これにより、短答式試験における「財務会計論」「管理会計論」「監査論」の3科目を免除される（公認会計士法施行令第1条）。
会計大学院の修了により与えられる専門職学位は、もっぱら「会計修士（専門職）」あるいは「会計学修士（専門職）」であるが、試験科目の一部免除の対象となる要件は、上述の科目の履修をした上で専門職大学院の課程を修了することであり、学位の名称の如何によるものではない（同規則第6条第2項、学位規則第5条の2）。

## 会計大学院協会
2005年（平成17年）4月6日、青山学院大学、関西学院大学、千葉商科大学、中央大学、東北大学、法政大学、北海道大学、明治大学、LEC東京リーガルマインド大学院大学、早稲田大学の会計大学院10校を中心として、「会計大学院相互の協力を促進して会計大学院における教育水準の向上をはかり、もって優れた会計職業人を養成し、社会に貢献すること（会計大学院協会規約第3条）」を目的とした「会計大学院協会」が設立された。

### 歴代理事長
任期は3年である（同規約第18条）。
| 在任期間                                | 理事長名 | 所属大学     |
| --------------------------------------- | -------- | ------------ |
| 2005年（平成17年） - 2006年（平成18年） | 加古宜士 | 早稲田大学   |
| 2006年（平成18年） - 2009年（平成21年） | 鈴木豊   | 青山学院大学 |
| 2009年（平成21年） - 2012年（平成24年） | 八田進二 | 青山学院大学 |
| 2012年（平成24年） - 2015年（平成27年） | 高田敏文 | 東北大学     |
| 2015年（平成27年） - 2018年（平成30年） | 杉本徳栄 | 関西学院大学 |
| 2018年（平成30年） -                    | 小西範幸 | 青山学院大学 |

## 設置校
下記は、2019年（平成31年）12月時点の会計大学院協会における会員校・賛助会員を示す。

### 会員校

#### 北海道・東北地方
- 北海道大学（大学院経済学研究科会計情報専攻）

2005年（平成17年）に開設。
- 東北大学（大学院経済学研究科会計専門職専攻）

2005年（平成17年）に開設。

#### 関東地方
- 早稲田大学（大学院会計研究科会計専攻）

2005年（平成17年）に開設。
- 明治大学（専門職大学院会計専門職研究科会計専門職専攻）

2005年（平成17年）に開設。
- 青山学院大学（大学院会計プロフェッション研究科会計プロフェッション専攻）

2005年（平成17年）に開設。
- 千葉商科大学（大学院会計ファイナンス研究科）

2005年（平成17年）に開設。
- LEC東京リーガルマインド大学院大学（高度専門職研究科会計専門職専攻）

2005年（平成17年）に開設。
- 大原大学院大学（大学院会計ファイナンス研究科）

2006年（平成18年）に開設。

#### 近畿地方
- 関西学院大学（専門職大学院経営戦略研究科会計専門職専攻）

2005年（平成17年）に開設。
- 関西大学（大学院会計研究科会計人養成専攻）

2006年（平成18年）に開設。
- 兵庫県立大学（大学院会計研究科会計専門職専攻）

2007年（平成19年）に開設。

#### 九州地方
- 熊本学園大学（大学院会計専門職研究科アカウンティング専攻）

2009年（平成21年）に開設。

### 学生募集停止した元会員校
- 愛知淑徳大学（大学院ビジネス研究科会計専門職専攻）

2007年（平成19年）に開設、2010年（平成22年）より学生の募集を停止し、会計大学院協会を退会。
- 愛知大学（大学院会計研究科会計専攻）

2006年（平成18年）に開設、2014年度（平成26年度）より学生の募集を停止し、会計大学院協会を退会。
- 法政大学（専門職大学院イノベーション・マネジメント研究科アカウンティング専攻）

2005年（平成17年）に開設、2015年度（平成27年度）より学生の募集を停止し、2015年（平成27年）に会計大学院協会を退会。
- 甲南大学（大学院社会科学研究科会計専門職専攻）

2006年（平成18年）に開設、2015年度（平成27年度）より学生の募集を停止し、2015年（平成27年）に会計大学院協会を退会。
- 立命館大学（大学大学院経営管理研究科アカウンティング・プログラム）

2006年（平成18年）に開設、2015年度（平成27年度）より学生の募集を停止し、2015年（平成27年）に会計大学院協会を退会。
- 中央大学（専門職大学院国際会計研究科）

2002年（平成14年）に開設、2017年度（平成29年度）より学生の募集を停止し、2018年（平成30年）に会計大学院協会を退会。

### 賛助会員
- 日本公認会計士協会
- 日本税理士会連合会

#### 元賛助会員
- 国際会計教育協会

2007年（平成19年）に会計大学院協会に入会、2015年（平成27年）に会計大学院協会を退会。

## 進路
会計学は多くの資格試験や公務員採用試験の受験科目となっている。下記に代表的な事例を記載する。

### 資格試験
- 公認会計士・監査審査会が行う国家試験である公認会計士試験の受験科目である。また、国税審議会が行う国家試験である税理士試験を受験する者が多い。

### 公務員採用試験
- 準キャリアと位置付けられている財務専門官採用試験の受験科目である。
- 国税専門官採用試験の受験科目である。税務大学校での研修を経て国税専門官となる。国税専門官は勤務年数等の条件を充足すると税理士資格が付与される。